# Agujero estenopeico

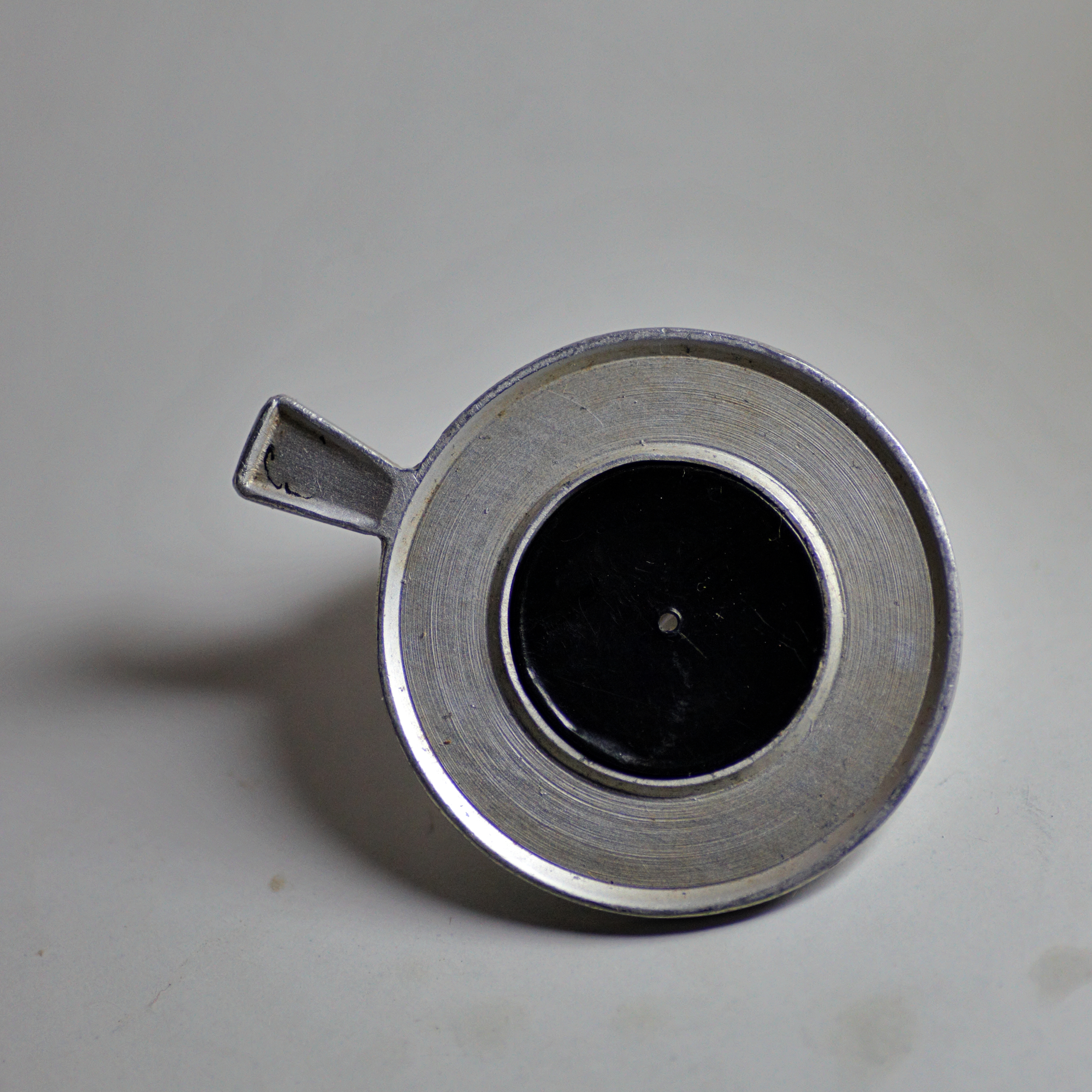
Aparato espenopeico

El agujero estenopeico es un instrumento de diagnóstico en oftalmología y optometría .
El artículo es técnicamente un oclusor con un agujero pequeño en el centro de 1 a 1.5 mm de diámetro, el cual se coloca delante del ojo del paciente mientras el otro se ocluye por completo, esto hace que el circulo de mínima confusión que esta en la retina disminuya de diámetro y que por ende mejore la agudeza visual. Si en el proceso de toma de la agudeza visual de un paciente la misma mejora mirando a través de dicho agujero, estaríamos frente a un error refractivo (miopía, hipermetropía, etc.); en caso contrario, nos encontraríamos probablemente frente otros diagnósticos no refractivos: patológicos y hasta quizá enfermedades sistémicas.